# Trung tâm Toàn cầu về Trách nhiệm Bảo vệ
Trung tâm Toàn cầu về Trách nhiệm Bảo vệ (GCR2P) là một tổ chức quốc tế phi chính phủ phi lợi nhuận mà tiến hành nghiên cứu và cổ vũ về phòng chống tàn bạo tập thể, hỗ trợ tiêu chuẩn quốc tế của Trách nhiệm bảo vệ. Trung tâm toàn cầu có trụ sở tại Trung tâm cao học CUNY, New York, với một văn phòng nằm ở Geneva.

## Lịch sử
Trung tâm Toàn cầu về Trách nhiệm bảo vệ được thành lập vào tháng 2 năm 2008 để "chuyển hóa nguyên tắc Trách nhiệm Bảo vệ thành một hướng dẫn thiết thực cho các hành động khi đối mặt với tội ác hàng loạt". Tổ chức được thành lập bởi những nhân vật hàng đầu trong lĩnh vực nhân quyền (bao gồm cựu Tổng thư ký LHQ Kofi Annan, cựu Ngoại trưởng Úc Hon. Gareth Evans và cựu Tổng thống Ireland và cao ủy LHQ về nhân quyền Mary Robinson), cũng như 5 tổ chức quốc tế phi chính phủ hàng đầu thế giới (Human Rights Watch, Nhóm Khủng hoảng Quốc tế (International Crisis Group), Tổ chức Oxfam International, Người Tị nạn Quốc tế (Refugees International) và Phong trào Liên bang Thế giới (the World Federalist Movement) và một số chính phủ hỗ trợ.

## Người bảo trợ
- Kofi Annan
- Lloyd Axworthy
- Roméo Dallaire
- Jan Eliasson
- Lee H. Hamilton
- David A. Hamburg
- Prince Hassan bin Talal
- Ogata Sadako
- Fidel Ramos
- Mary Robinson
- Desmond Tutu